# The Sun
The Sun är en tidning (tabloid) med en upplaga på omkring 2 600 000 exemplar (januari 2012) som beräknas läsas av drygt 7 miljoner personer per dag. Den ges ut i Storbritannien och Republiken Irland och har en större upplaga än någon annan brittisk tidning, samt tillhör de tio största tidningarna i världen. The Sun ägs av News Group Newspapers, som är ett dotterbolag till News International, vilket i sin tur ägs av Rupert Murdochs News Corporation. Tidningen kan med svenska mått mätt i det närmaste jämföras med sensationstidningarna Hänt Extra och Se och hör, med skillnaden att The Sun trycks i det tabloida kvällstidningsformatet och utkommer dagligen.

## Historik
Tidningen grundades 15 september 1964 av The Mirror Group och International Press Corporation (IPC) som ersättning för den olönsamma föregångaren Daily Herald och köptes av Murdoch 1969 som komplement till hans söndagstidning News of the World och som hans inträde på den brittiska tidningsmarknaden. På sidan tre finns sedan 1970 alltid en bild av en mer eller mindre naken kvinna som en stående, kontroversiell attraktion.
Under 1980-talet var The Sun en stark anhängare av Margaret Thatcher, vilket var välkommet för de konservativa, eftersom tidningen läses inte minst av väljargrupper som traditionellt röstar på andra partier. Under 1990-talet övergick tidningen till att stödja Tony Blair och Arbetarepartiet, men har svängt fram och tillbaka ytterligare gånger och har en tradition av att förutse och stödja den blivande segraren i varje val.
Tidningen är känd för att ha "hängt" den svenske dåvarande fotbollstränaren för engelska landslaget, Sven Göran Eriksson, genom att publicera en bild med en tillagd snara.
Då Murdoch 1969 tog över tidningen sammanfattade han sin ambition med den som en "folkets tidning": "Tidningen som bryr sig - passionerat - om sanning, skönhet och rättvisa. Tidningen som bryr sig om folket. Om det samhälle vi lever i. Och om det samhälle vi vill att våra barn ska leva i.” Tidningens anseende är dock ofta lågt med sin inriktning på tvivelaktiga sensationer och kändisskvaller. I samband med avslöjade skandaler med avlyssningar etc under 2011-2012 anklagades bland annat journalister på The Sun för att ha mutat poliser för att få tillgång till hemlig information.
Fyra dagar efter olyckan pryddes förstasidan av The Sun med rubriken THE TRUTH (svenska: sanningen) med tre underrubriker som lydde: "Några fans rånade offren; Några fans urinerade på de modiga poliserna; Några fans slog en sjukvårdare som gjorde mun-mot-mun-metoden". I artikeln påstod man att "fulla Liverpoolsupportrar attackerade räddningsarbetare som försökte återuppliva offer och poliser, brandmän och ambulanspersonal blev slagna, sparkade och urinerade på". Efter detta blev tidningen bojkottad i Liverpool och många läsare sade upp prenumerationen och slutade att köpa den i affärer. Kampanjer organiserades där man uppmuntrade folk att bojkotta tidningen, vilket minskade försäljningen något.
Kelvin MacKenzie, dåvarande redaktör, förklarade reportaget 1993:
| ” | Jag ångrar Hillsborough-rapporteringen. Det var ett stort misstag. Misstaget var att tro på vad en MP (medlemmar av parlamentet) sa. Det var en Tory MP. Om han inte hade sagt det och polischefen David Duckenfield inte hade hållit med, hade vi inte publicerat det. | „ |

Denna förklaringen godtogs inte av de anhöriga. Först den 7 juli 2004 tryckte The Sun en obetingad ursäkt där man sa att man hade "begått det värsta misstaget i sin historia".
Efter Hillsborough Independent Panels rapport 2012 pryddes The Suns förstasida av rubriken THE REAL TRUTH (sv: den riktiga sanningen) med fyra underrubriker: "Polisen smutskastade Liverpool-fans för att de skulle få skulden; 41 liv hade gått att rädda; The Sun ångrar artikeln 1989 djupt; offrens familjer kräver rättegång."

## Söndagstidningar och skandaler
2011 blev tidningen tillsammans med övriga av News Corporations brittiska tidningar indragen i skandaler omkring olovlig/oetisk avlyssning etc av tusentals kända personer, vilket resulterade i att The Suns söndagstidning, News of the World tvingades läggas ned i juli 2011. Från 26 februari 2012 ersattes den dock av en liknande ny söndagstidning, The Sun on Sunday med en stor del av den tidigare söndagstidningens medarbetare i redaktionen. Den nya tidningen har dock ett något mer "städat" innehåll för att bättre passa familjer och kvinnliga läsare, vilket har stött på kritik från vissa tidigare läsare.